# جبالبارز
جبالبارز (بالفارسية: جبالبارز) هي مدينة في منطقة جبل بارز في مدينة جيروفت في محافظة كرمان في إيران. يقدر عدد سكانها بـ 2,639 نسمة .